# Innowacja (socjologia)
Innowacja (łac. innovatio, odnowienie) – w mikrosocjologii oznacza akceptację celów dyktowanych przez istniejące w grupie społecznej lub społeczeństwie wartości, przy jednoczesnym odrzuceniu tradycyjnych sposobów ich osiągania w danym systemie aksjonormatywnym. Jest to jedna z dewiacji społecznych, czyli odchyleń od norm społecznych w ujęciu Roberta K. Mertona. 
Zachowaniem innowacyjnym jest działanie przestępcze. Początkowo działania będące innowacyjnymi mogą spotykać się w społeczeństwie czy grupie społecznej z lekceważeniem lub ostrą krytyką, często jednak upowszechniają się i stają się w końcu zachowaniami konformistycznymi.
Na początku XXI wieku w związku z wspieraniem rozwoju ekonomii społecznej i społecznej odpowiedzialności biznesu w krajach Unii Europejskiej popularyzacji uległ termin innowacje społeczne. Zwrot ten odnosi się do innowacji, które posiadają zarówno społeczne cele, jak i środki oraz obejmują nowe idee (produkty, usługi i modele), które zaspokajają potrzeby społeczne (skuteczniej niż ich alternatywy) oraz tworzą nowe relacje społeczne i związki oparte na współpracy.